# کوئنتین تارانتینو
کوئِنتین جِروم تارانتینو (انگلیسی: Quentin Jerome Tarantino؛ زادهٔ ۲۷ مارس ۱۹۶۳) فیلم‌ساز و بازیگر آمریکایی است. محتوای خشونت‌آمیز برخوردار از سبک، دیالوگ‌های مفصل شامل به‌کار بردن چشمگیر فحاشی، و نیز ارجاعات به فرهنگ مردمی، از مشخصه‌های فیلم‌های او هستند.
تارانتینو از همان ابتدا به هنر و صنعت سینما علاقه بسیاری داشت؛ وی در زمانی که مشغول یادگیری بازیگری بود، در یک مرکز اجاره فیلم (ویدئو کلوب) مشغول به کار بوده‌است. فعالیت تارانتینو در دهه ۱۹۸۰ و زمانی که فیلم آماتوری تولد بهترین دوستم را به نگارش درآورد و کارگردانی کرد، آغاز شد. نمایشنامه همین فیلم بود که پایه‌های شکل‌گیری نمایشنامه بعدی‌اش، یعنی عشق حقیقی را شکل داد. در اوایل دهه ۱۹۹۰ تارانتینو کار خود را به عنوان فیلم‌ساز مستقل آغاز کرد و فیلم سگ‌های انباری را ساخت. فارغ از نوع فیلم، مجله امپایر این فیلم را «خارق‌العاده‌ترین فیلم مستقل تمام اعصار» نامید. پیشرفت تارانتینو با ساخت فیلم بعدیش، داستان عامه‌پسند، در سال ۱۹۹۴ سرعت بیشتری به خود گرفت. این فیلم از نظر تجاری توانست موفقیت بسیاری کسب کند. این فیلم را نیز یکی از بهترین فیلم‌های تاریخ می‌دانند. فیلم بعدیش نیز فیلم جکی براون بود که از روی یک رمان ساخته شده بود.
فیلم بعدی تارانتینو، فیلم مشهور بیل را بکش بود که در دو قسمت بخش ۱ و بخش ۲ (یکی در اواخر ۲۰۰۳ و دیگری در اوایل ۲۰۰۴) منتشر شد. این فیلم‌ها به‌نوعی حاوی هنرهای رزمی ژاپنی و روح فیلم‌های وسترن اسپاگتی در خود بودند. فیلم بعدی‌اش ضد مرگ نام داشت و سپس شروع به ساخت فیلم مشهور دیگرش، حرامزاده‌های لعنتی شد. این فیلم بر اساس داستانی تخیلی در دوران جنگ جهانی دوم اتفاق می‌افتد و بسیار مورد توجه منتقدان قرار گرفت. جنگوی آزادشده در سال ۲۰۱۲ منتشر شد که روایت‌گر دوران برده‌داری آمریکا است. جنگوی آزادشده پرفروش‌ترین فیلم تارانتینو به نسبت سایر فیلم‌هایش است و موفق به فروشی بالای ۴۲۵ میلیون دلاری شد. فیلم بعدی او هشت نفرت‌انگیز است که در دسامبر ۲۰۱۵ به روی پردهٔ سینما رفت.
برای شناخت سینمای تارانتینو باید به دو نکته اساسی که بنیان‌های زیبایی‌شناسی فیلم‌های او عملاً از آن‌ها ریشه می‌گیرد، توجه کرد؛ اول خصلت‌های دوره‌ای که فیلم‌های او در آن ساخته و اکران شده‌اند و دوم زندگی او. به‌طور کلی سینمای تارانتینو را نقطه تقاطع دو خط می‌دانند؛ اولی خط فیلم نوآر کلاسیک و دومی خط فیلم‌های جریان‌ساز داستانی و عامه‌پسند. او هنر خود را با تجربه و کار به‌دست آورده و تحصیلات دانشگاهی خاصی ندارد.

## کودکی
کوئینتین تارانتینو متولد شهر ناکسویل در ایالت تنسی آمریکاست. وی فرزند بازیگر و نوازنده موسیقی، تونی تارانتینو و کانی مک‌هیو، یک پرستار، است. وی یک برادر ناتنی کوچک‌تر از خودش به نام ران دارد. پدر وی از تبار ایتالیایی‌ها و مادرش از تبار ایرلندی‌های ساکن آمریکاست. پدر و مادر کوئینتین پیش از تولدش از هم جدا شدند و او توسط مادرش بزرگ شد. طبق گفته‌های خود تارانتینو، مادرش مدتی وارد رابطه‌ای با قهرمان بسکتبال، ویلت چمبرلین، شده بود.
تارانتینو به همراه مادرش ابتدا به محله تورانس و بعد به هاربر سیتی، در لس آنجلس نقل مکان می‌کنند و در همین دوره بود که وی وارد کلاس‌های نمایش می‌شود. او تا دوران دبیرستانش در همین شهر ساکن بوده و در نهایت در سن ۱۵ سالگی تصمیم می‌گیرد برای شرکت کردن تمام‌وقت در کلاس‌های بازیگری، تحصیل در مدرسه را ترک کند.

## فعالیت
تارانتینو به عنوان کارگردان، نمایشنامه‌نویس، هنرپیشه و تهیه‌کننده شاید یکی از برجسته‌ترین و به‌یادماندنی‌ترین استعدادهایی بود که در اوایل دههٔ ۱۹۹۰ میلادی در صنعت سینما پدیدار شد. برخلاف نسل قبلی فیلم‌سازان آمریکایی، تارانتینو هنر خود را با تجربه و کار به‌دست آورده بود و تحصیلات دانشگاهی خاصی در این زمینه نداشت. شاید به همین دلیل بود که توانست سبک جدید و مستقلی را در صنعت سینما ایجاد کند. فیلم‌های او تریلرهای (فیلم‌های هیجانی) بودند که هوش و ذکاوت خاصی در آن‌ها به کار رفته بود و مکالمات منحصربه‌فرد در آن‌ها خودنمایی می‌کرد و البته خشونت هم جزء جدایی‌ناپذیر این فیلم‌ها بود.
تارانتینو در ابتدا کار خود را با هنرپیشگی آغاز کرد که نقش‌های کوچکی بودند. او مدتی در آرشیو فیلم ساحل منهتن (واقع در ایالت کالیفرنیا) کار می‌کرد و در همین زمان دوره‌های آموزشی را هم در زمینهٔ سینما گذراند. وی در زمینه نوشتن کتاب هم فعال است و به تازگی کتاب غیر داستانی سینما گمانه‌زنی را به رشته تحریر درآورده است.

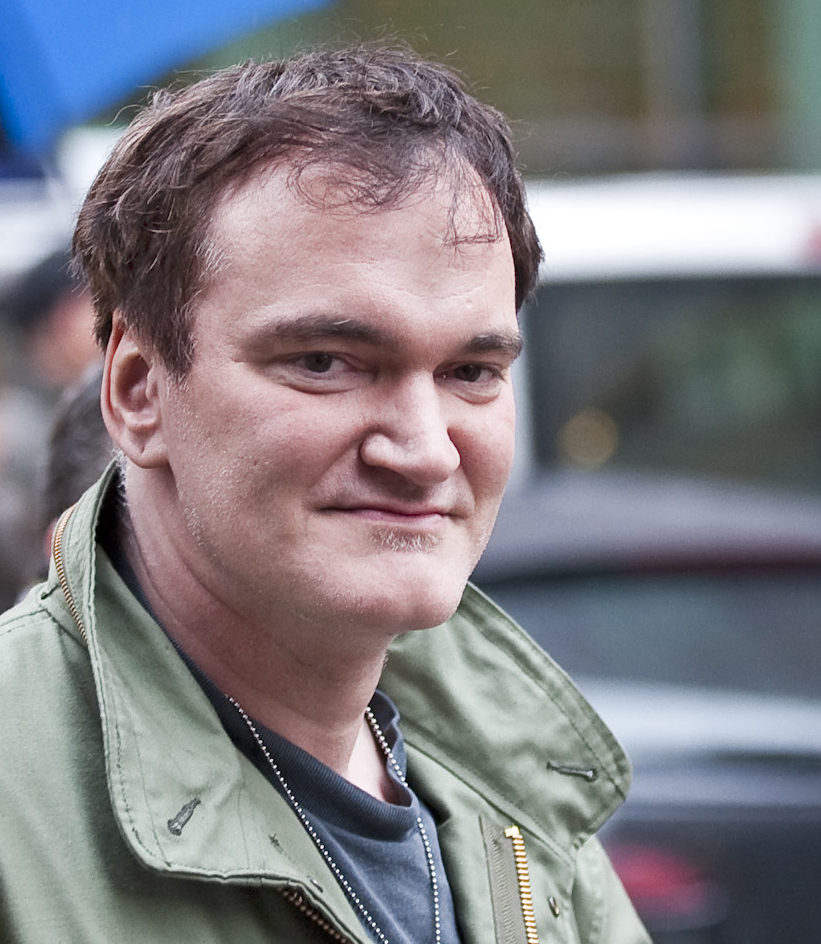
تارانتینو در سال ۲۰۰۹

### دهه ۱۹۸۰
در مدتی که او در سواحل منهتن کار می‌کرد، شروع به نوشتن یک فیلم‌نامه به نام عشق حقیقی کرد و آن را در سال ۱۹۸۷ تکمیل کرد. تارانتینو به همراه همکار خود راجر آوری (که او هم بعدها کارگردان شد) به دنبال سرمایه‌گذار می‌گشتند تا فیلم‌نامه را تبدیل به فیلم کنند. بعد از سال‌ها چانه زنی و جواب رد شنیدن او تصمیم گرفت فیلم‌نامه خود یا همان عشق حقیقی را بفروشد. عشق حقیقی بعد از چند بار دست به دست گشتن به دست کارگردان معروف تونی اسکات افتاد.

### دهه ۱۹۹۰
در مدتی که تارانتینو به دنبال سرمایه‌گذار می‌گشت فیلم‌نامه قاتلین بالفطره را نوشت. او بار دیگر توان رفتن به دنبال سرمایه‌گذار را نداشت و فیلم‌نامه را به شریکش، رند واسلر داد. سپس، پولی را که از فیلم‌نامه عشق حقیقی به‌دست آورده بود، برای هزینه‌های پیش تولید فیلم سگ‌های انباری خرج کرد. بعد از اینکه هاروی کیتل حاضر شد در این فیلم بازی کند شرکت لایو اینترتینمنت سرمایه‌گذاری روی این فیلم را قبول کرد. این فیلم در فستیوال ساندنس سال ۱۹۹۲ بر سر زبان‌ها افتاد. درحالی‌که طرفداران و منتقدان زیادی از تارانتینو تمجید کردند ولی افراد زیادی هم علیه او قلم زدند. در سال ۱۹۹۳، تارانتینو فیلم‌نامه بعدی خود را به نام داستان عامه‌پسند نوشت و آن را کارگردانی کرد. این فیلم سیر داستانی سه جنایت در هم‌تنیده را بیان می‌کرد و فیلم پرهزینهٔ عشق حقیقی تونی اسکات هم در همان سال اکران شد.
در سال ۱۹۹۴ تارانتینو از یک چهره تازه‌کار به فردی مشهور تبدیل شده بود. فیلم داستان عامه‌پسند جایزهٔ نخل طلا را در فستیوال فیلم کن به دست آورد و در آن زمان تارانتینو مورد توجه مطبوعات قرار گرفت. قبل از نمایش فیلم در ماه اکتبر، الیور استون نسخه‌ای از قاتلین بالفطره را روانهٔ سینماها کرد که بسیار مورد توجه قرار گرفت. تارانتینو مدتی از سینما فاصله گرفت تا بتواند روی فیلم‌نامه بعدی خود تمرکز کند. فیلم داستان عامه‌پسند برایش ۸ میلیون دلار درآمد داشت. این فیلم در نهایت، موفق به کسب درآمدی معادل ۱۰۰ میلیون دلار شد و در بسیاری از شهرهای آمریکا در صدر جدول فروش بود. داستان عامه‌پسند همچنین نامزد دریافت شش اسکار شد که شامل بهترین تصویر سازی، بهترین کارگردانی، بهترین فیلم‌نامه (برای تارانتینو و آوری)، بهترین هنرپیشه (جان تراولتا)، بهترین بازیگر مرد نقش دوم (ساموئل ال جکسون) و بهترین نقش دوم زن (اوما تورمن) می‌شد. بعد از این موفقیت تارانتینو در برنامه‌ها و مصاحبه‌های مختلف تلویزیونی دعوت می‌شد و در صدر توجهات قرار داشت. در اوایل سال ۱۹۹۵ میلادی تارانتینو یک قسمت از چهار اتاق را کارگردانی کرد.
تارانتینو همچنین در سال ۱۹۹۵ نقش کوتاهی در فیلم دسپرادو بازی کرده‌است.
تارانتینو در نیمه بعدی دهه ۹۰ نقش چند چهره‌ای خود را به عنوان هنرپیشه، کارگردان، نویسندهٔ فیلم‌نامه و تهیه‌کننده ادامه داد. در سال ۱۹۹۶ برای فیلم از گرگ و میش تا سحر فیلم‌نامه نوشت و تهیه‌کنندگی آن را به عهده گرفت.
او افتخارات و تحسین‌های گذشته را با فیلم جکی براون به عنوان نویسنده فیلم‌نامه و کارگردان تکرار کرد؛ و در این فیلم با بازیگر افسانه‌ای ساموئل ال جکسون همکاری داشت و این همکاری در رسانه‌ها جنجال زیادی به پا کرد چون ساموئل در آن دوره درخواست‌های بزرگی را به عنوان بازیگر رد کرده بود تا در فیلم تارانتینو بازی کند. در سال ۱۹۹۷ تارانتینو در مستند حد نهایی (به انگلیسی: Full Tilt Boogie) شرکت کرد که برای فیلم از گرگ و میش تا سحر ساخته شده بود. سال بعد هم کار خود را با ایفای نقش در فیلم 'گفته خدا گذراند و در سال ۱۹۹۹ دوباره پشت دوربین قرار گرفت. تا قسمت بعدی فیلم از گرگ و میش تا سحر را با نام پول خون تگزاس بسازد.

### دهه ۲۰۰۰
اواخر سال ۲۰۰۳ میلادی او چهارمین کار خود را با نام بیل را بکش ساخت و چون داستان آن برای یک فیلم بسیار طولانی بود آن را به دو قسمت بیل را بکش بخش ۱ و بیل را بکش بخش ۲ تبدیل کردند. در قسمت اول فیلم، هنرپیشه زن اوما تورمن در نقش یک آدمکش به نام عروس ظاهر می‌شود. در این فیلم تلفیقی از سینمای شرقی و آمریکایی که همه چیز در آن به افراط کشیده شده‌است را می‌توان مشاهده کرد. خشونت بی‌رحمانه جزء جدایی‌ناپذیر این فیلم است و به نظر می‌رسد که دیالوگ شخصیت‌های فیلم سعی دارد آن را از یک انتقام ساده به یک داستان حماسی تبدیل کنند. قسمت دوم این فیلم نیز در اوایل سال بعد یعنی ۲۰۰۴ منتشر شد.
در سال ۲۰۰۵ تارانتینو کارگردانی فیلم شهر گناه را به عهده گرفت تا فیلم‌سازی دیجیتال را (به عنوان یک کارگردان میهمان) تجربه کند. وی در ادامه فعالیت حرفه‌ای خود، فیلم‌هایی چون ضد مرگ و حرامزاده‌های لعنتی را ساخت و موفق به دریافت جوایز متعددی گردید.

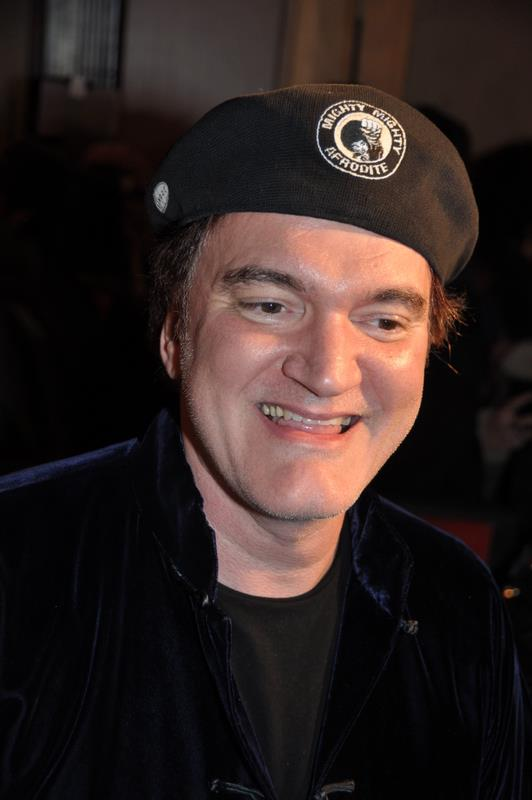
تارانتینو در پاریس، ژانویهٔ ۲۰۱۳ (مراسم نمایش فیلم جنگوی آزادشده)

### ۲۰۱۰ تا امروز
در سال ۲۰۱۱ تارانتینو کار روی فیلم جنگوی آزادشده را شروع کرد. این فیلم در خصوص انتقام گرفتن یک برده سیاه‌پوست در منطقه جنوب آمریکا است که در سال ۱۸۵۸ اتفاق می‌افتد. این فیلم در ۲۵ دسامبر ۲۰۱۲ روی پرده سینماها رفت. در طی مصاحبه‌ایی که با خبر شبکه ۴ تلویزیون انجام داد، از وی در خصوص ارتباط فیلم‌های حاوی تصاویر خشونت‌بار با واقعهٔ تیراندازی دبستان سندی هوک سؤال شد که وی نسبت به این پرسش بسیار عصبی و گلایه‌مند شد.
در نوامبر ۲۰۱۳ بود که تارانتینو عنوان کرد در حال کار روی فیلم جدیدش است و این فیلم نیز در ژانر وسترن خواهد بود؛ البته در ادامه گفت که این فیلم ارتباطی با جنگوی آزادشده ندارد. در ۱۲ ژانویه ۲۰۱۴ مشخص شد که نام فیلم «هشت نقرت‌انگیز» (The Hateful Eight) خواهد بود و قرار بود تولید فیلم در تابستان ۲۰۱۴ شروع شود اما چندی بعد، محتوای کامل فیلم‌نامه به بیرون درز کرده و تارانتینو را از ساخت آن منصرف کرد. قرار بود وی فیلم‌نامه را به جای فیلم، به شکل یک رمان در کتابی منتشر کند. در ۱۹ آوریل، تارانتینو به شکل عمومی کمی در مورد فیلم‌نامه لو رفته‌اش صحبت کرد و عنوان داشت که در حال نوشتن مطالب جدیدی بود؛ اما به شکل دقیق‌تری در این خصوص توضیحی نداد. در ۲۸ مه ۲۰۱۴ تارانتینو گفت که دیگر آرام شده و قرار است تولید اثر پیشینش، «هشت نفرت‌انگیز» را در ماه نوامبر در وایومینگ آغاز کند. بازیگران فیلم شامل این افراد است: ساموئل ال. جکسون، بروس درن، والتون گوگینس، تیم راث، مایکل مدسن، کرت راسل، جیمز رمار، جیمز پارکس، امبر تامبلین، دنیس منوشت و زویی بل. احتمالاً نیز فیلم در سال ۲۰۱۵ برای اکران آماده خواهد شد. با تغییر برنامه، فیلم‌برداری این فیلم قرار شد در اوایل ۲۰۱۵ آغاز شود.
خودروی شورلت ملیبوی متعلق به تارانتینو که در سر صحنهٔ فیلم داستان عامه‌پسند در سال ۱۹۹۴ از وی سرقت شده بود، در سال ۲۰۱۳ پیدا شد.

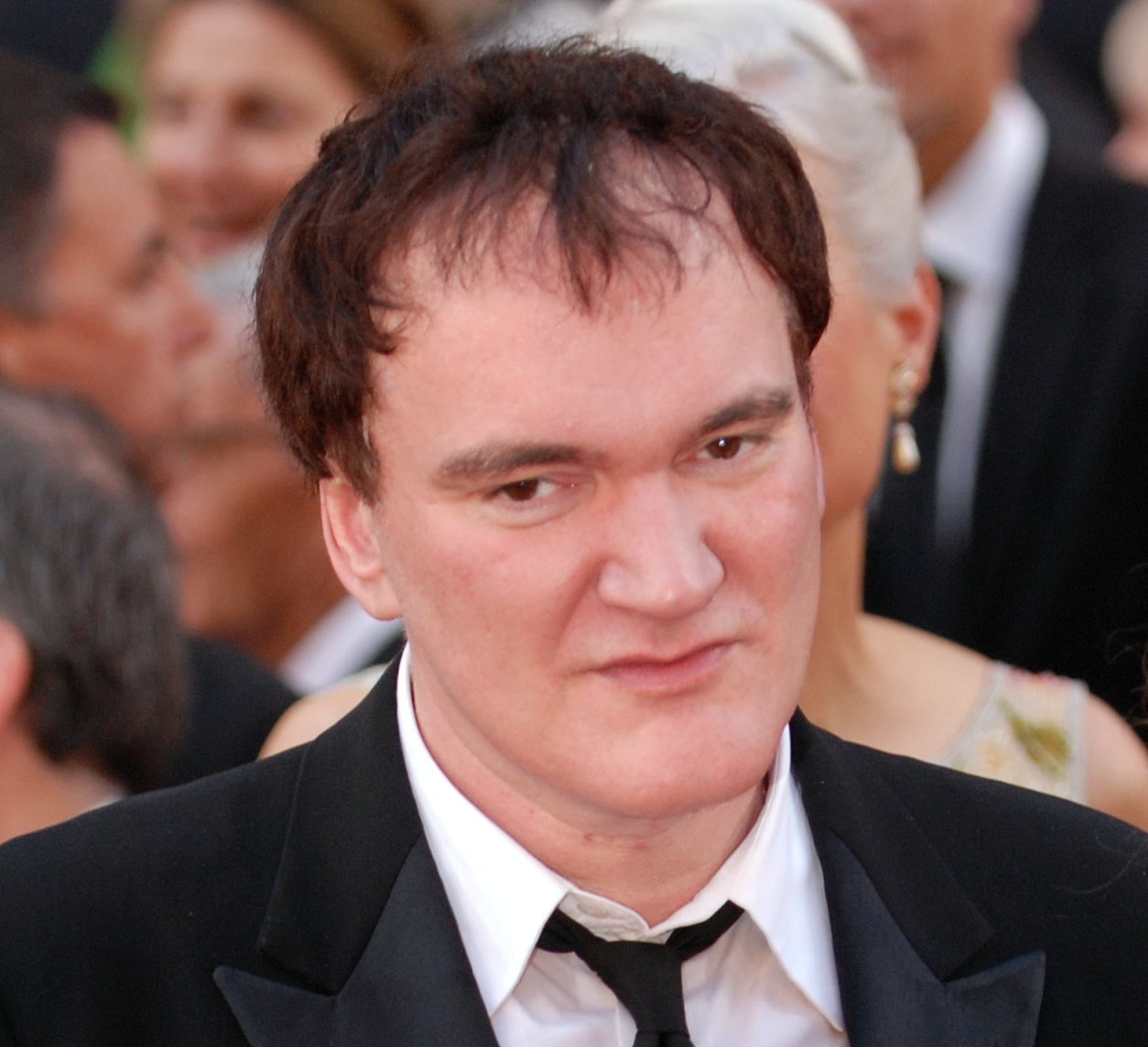
در سال ۲۰۱۰ در فرش قرمز جایزه اسکار

## حاشیه‌ها

### استفاده خشونت‌بار از اسلحه
تارانتینو برخلاف سایرین، بر این گمان است که خشونت موجود در فیلم‌ها هیچ تأثیری بر خشونت در دنیای واقعی ندارد. در سال ۲۰۱۲ و طی مصاحبه‌ای در مورد حادثه تیراندازی دبستان سندی هوک وی پاسخ داد که مسئله اسلحه مشکلی است که «به برنامه کنترل اسلحه و سلامت ذهنی افراد مرتبط است». وی همچنین ادامه داد که گفتن اینکه این تیراندازی الهام گرفته شده از فیلم‌ها است، نوعی بی‌احترامی به قربانیان این تیراندازی است.
در سال ۲۰۱۳ و درهنگام مصاحبه با کانال خبر ۴ بریتانیا، در پاسخ به این سؤال که «چرا شما این‌قدر قاطع منکرِ هر نوع ارتباط بین خشونتِ استفاده از اسلحه در فیلم‌ها و دنیای واقعی هستید»، پاسخ داد: «من سؤال شما را رد می‌کنم. بنده برده نیستم و شما هم ارباب من نیستید. به شما هیچ ارتباطی ندارد که من در این مورد چه فکری می‌کنم. طی ۲۰ سال گذشته من بارها و بارها در مورد خودم صحبت کردم و دیگر از توضیح دادن مجدد در مورد خود برای بارهای دیگر خودداری می‌کنم.»
وی در بیشتر فیلم‌های اش معنویت و خشونت را در هم می‌آمیزد.

### اصطلاحات نژادپرستانه
اسپایک لی، از کارگردانان سیاه‌پوست آمریکا، با انتقاد از تارانتینو این موضوع را مطرح کرد که وی در فیلم‌هایش از اصطلاحات نژادپرستانه همچون کاکاسیاه زیاد استفاده می‌کند. تارانتینو با حضور در برنامه‌ای تلویزیونی، این پاسخ را به او داد:
به عنوان یک نویسنده، بنده حق این را دارم که در مورد هر شخصیتی در دنیا که بخواهم بنویسم؛ حق این را دارم که جای آن‌ها باشم؛ حق این را دارم که در مورد آن‌ها فکر کنم و حقیقت را آنطور که می‌بینم بیان کنم. اگر بگویند که بخاطر اینکه بنده سفیدپوست هستم، حق این‌کارها را ندارم ولی برادران هیوز به خاطر سیاه‌پوست بودنشان می‌توانند، این نژادپرستی است. این در واقع قلب نژادپرستی است و من این را نخواهم پذیرفت.
ساموئل جکسون که به عنوان بازیگر در فیلم هردو کارگردان ظاهر شده، از عقاید تارانتینو حمایت می‌کند. وی در مصاحبه‌ای که در جشنواره فیلم برلین انجام داد، گفت که «گمان نمی‌کنم که این واژه در متن فیلم توهین‌آمیز باشد. هنرمندان سیاه‌پوست فکر می‌کنند که فقط آن‌ها حق استفاده از این الفاظ را دارند که این نوعی زورگویی است.»

### پخش شدن فیلم‌نامه‌
در ژانویه ۲۰۱۴ تارانتینو علیه یک شرکت رسانه‌ای آمریکایی به عنوان ناقض قانون کپی‌رایت شکایت می‌کند. این شرکت رسانه‌ای متهم است که فیلم‌نامه ۱۴۶ صفحه‌ای تارانتینو را به شکل عمومی منتشر کرده‌است. طبق گفته‌های تارانتینو، این فیلم‌نامه فقط در اختیار ۶ شخصی بود که او کاملاً به آن‌ها اعتماد دارد. در حالی که پس از لو رفتن فیلم‌نامه هشت نفرت‌انگیز کوئینتین تارانتینو اعلام کرده بود این پروژه را کنار خواهد گذاشت اما با تغییر عقیده این کارگردان، این فیلم را ساخت و در کلرادوی آمریکا فیلم‌برداری شد.

## سبک فیلم‌سازی و تأثیر پذیرفتگی‌ها
موسیقی در فیلم‌هایی که تارانتینو کارگردانی آن‌ها را انجام داده از جایگاه بالایی برخوردار است. خود تارانتینو در این مورد می‌گوید که در اتاق خوابش در حالی که به موسیقی گوش می‌دهد، صحنه‌های فیلم‌هایش را که با ریتم آن آهنگ سازگار است، خلق می‌کند.
او در فیلم‌سازی از سرجو لئونه، ماریو باوا، برایان دی پالما، هاوارد هاکس، ژان-لوک گدار، ساموئل فولر، مارتین اسکورسیزی، المور لئونارد، ژان-پیر ملویل، سرجو کوربوچی، جک هیل، ریچارد پریور، دیوید مامیت، چانگ چه، و داگلاس سیرک تأثیر گرفت.
در سال ۲۰۱۲ و در مجله سایت اند سوند تارانتینو نام ۱۰ فیلم برتر مورد علاقه‌اش را نام برد. این فیلم‌ها شامل این موارد بود: اینک آخرالزمان، تحمل خبرهای بد، کری، ژولیده و مغشوش، فرار بزرگ، منشی همه‌کاره او، آرواره‌ها، دوشیزگان زیبا در نوبت، طوفان چرخنده، ساحر، راننده تاکسی و خوب، بد، زشت. وی همچنین از طرفداران فیلم به‌هم ریختن به کارگردانی برایان دی پالما است. این طرفداری به حدی بود که بازیگر اصلی این فیلم (جان تراولتا) را برای بازی فیلم خودش (داستان عامه‌پسند) دعوت به همکاری می‌کند. در سال ۲۰۰۷ تارانتینو همچنین با اظهار نظر در خصوص فیلم آپوکالیپتو می‌گوید که این فیلم یک شاهکار و احتمالاً بهترین فیلم آن سال بوده‌است.
استیو بوشمی، از بازیگران سرشناس سینما، دربارهٔ سبک فیلم‌سازی تارانتینو می‌گوید که سبک وی نوعی انفجار انرژی ولی در عین حال متمرکز است. بابت همین سبک است که وی در سرتاسر جهان به چهره‌ای سرشناس تبدیل شده‌است. سبک فیلم‌سازی وی به نوعی است که حس خنده مخاطب را در زمان دیدن صحنه‌ای که خنده‌دار نیست تحریک می‌کند که البته خود تارانتینو در این خصوص می‌گوید فیلم‌هایش همگی درام هستند و هیچ‌کدام در ژانر کمدی نیستند.
طی نظرسنجی‌ای در سال ۲۰۱۳ که از مراکز آکادمیک گرفته شد، نظر افراد را در خصوص اینکه طی ۵ سال گذشته، نام کدام یک از افراد زیر در پایان‌نامه‌ها و مقالات بیشتر از بقیه ذکر شده‌است؟ نتیجه نظرسنجی برتری نام تارانتینو را در مقابل افرادی چون کریستوفر نولان، آلفرد هیچکاک، مارتین اسکورسیزی و استیون اسپیلبرگ نشان می‌داد.

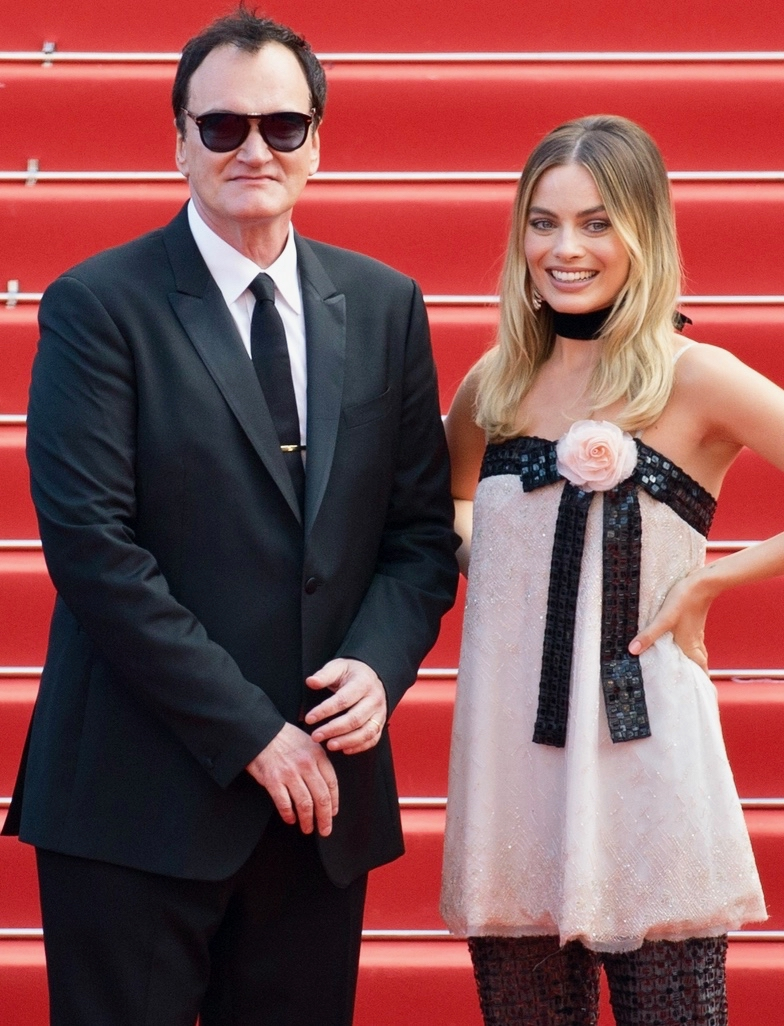
همراه با مارگو رابی در جشنواره کن ۲۰۱۹

## زندگی شخصی

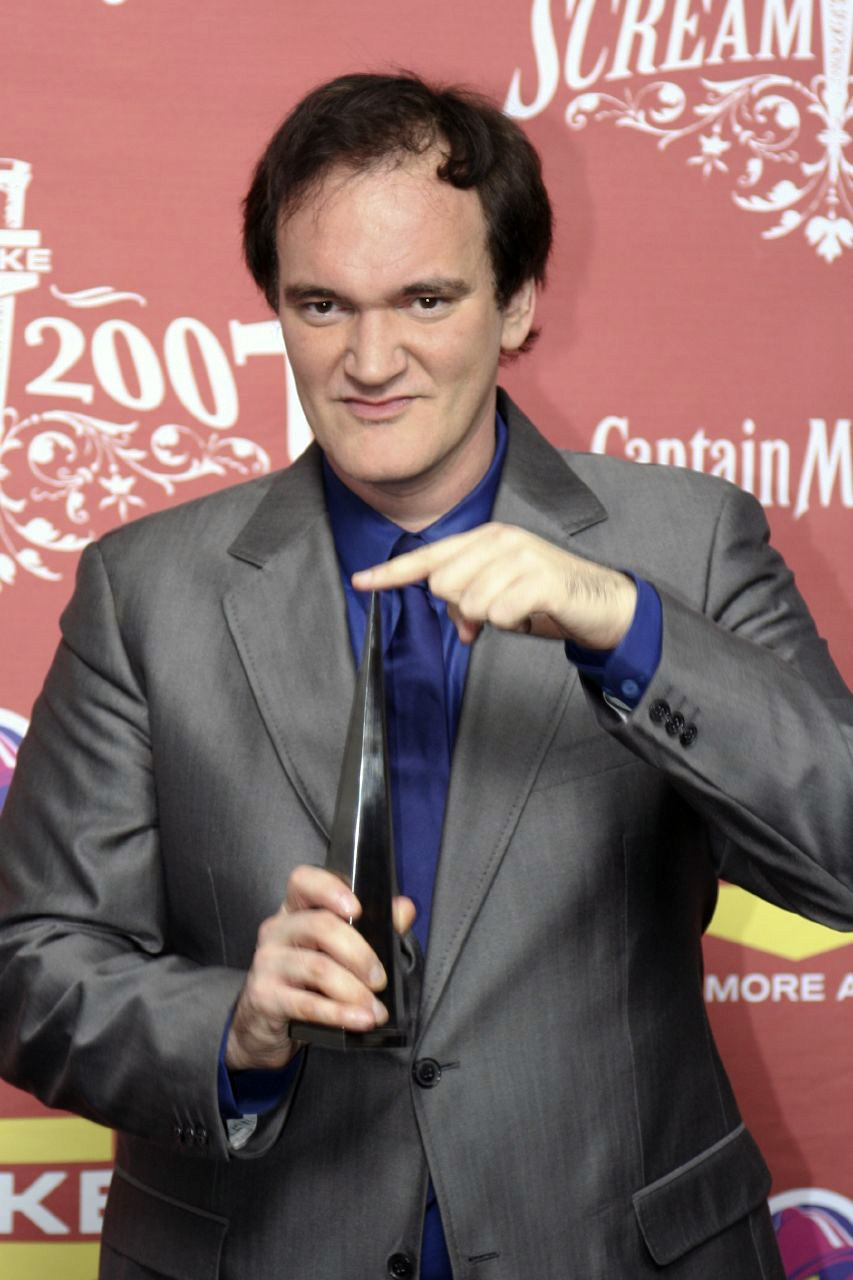
تارانتینو در مراسم اهدای جوایز اسکریم در سال ۲۰۰۷

تارانتینو برای چند بار مختلف با هنرمندانی چون میرا سوروینو، آلیسون آندرس، سوفیا کوپولا، جولی دریفوس، دیدم ارول، مارگارت چو و کیتی گریفین وارد رابطه‌های عاشقانه‌ای شده‌است. البته گفته می‌شود وی با اوما تورمن، از بازیگرانی که در فیلم بیل را بکش با وی همکاری کرده‌است نیز رابطه داشته‌است. اما تارانتینو در طول این مدت به این موضوع تأکید دارد که رابطه‌هایی که داشته همگی از نوع عشق افلاطونی بوده. وی گفته «نمی‌گویم که هیچ‌وقت ازدواج نخواهم کرد یا اینکه زیر ۶۰ سالگی باید پدر شوم؛ ولی من انتخابم را کرده‌ام که تنها در این راهم باشم. چون وقت فیلم ساختن دارم.»
تارانتینو دارای تمایلات فتیش پا یا فوت فتیش است. تارانتینو در سال ۲۰۱۸ با دنیلا پیک ازدواج کرد.
از دوستان صمیمی تارانتینو می‌توان به رابرت رودریگز اشاره کرد که تارانتینو از وی به عنوان برادرش یاد می‌کند. دیگر دوستان صمیمی وی شامل: فیونا اپل، الی روث، پل توماس آندرسن، کوین اسمیت و هاروی کایتل.
گفته می‌شود تارانتینو قرار است در سن ۶۰ سالگی خود را بازنشسته کند و تمام‌وقت مشغول نوشتن رمان شود. وی همچنین از منتقدان دیجیتالی شدن سینما است. وی اظهار داشته: «اگر به جایی برسیم که حتی دیگر نشود فیلم ۳۵میلی‌متری را در سینما پخش کرد، مطمئناً زودتر از ۶۰ سالگی بازنشسته خواهم شد.». گفته می‌شود وی در سال ۲۰۱۰ یک سینما را در شهر لس آنجلس خریداری کرده و گفته که تا زمانی که من زنده و پولدار هستم، این سینما فیلم‌های ۳۵میلی‌متری پخش خواهد کرد.

## فیلم‌شناسی
| سال  | عنوان                   | توزیع کننده      |
| ---- | ----------------------- | ---------------- |
| ۱۹۹۲ | سگ‌های انباری            | میرامکس          |
| ۱۹۹۴ | داستان عامه‌پسند         | میرامکس          |
| ۱۹۹۵ | چهار اتاق               | میرامکس          |
| ۱۹۹۷ | جکی براون               | میرامکس          |
| ۲۰۰۳ | بیل را بکش بخش ۱        | میرامکس          |
| ۲۰۰۴ | بیل را بکش بخش ۲        | میرامکس          |
| ۲۰۰۷ | ضد مرگ                  | دایمنشن فیلمز    |
| ۲۰۰۹ | حرامزاده‌های لعنتی       | یونیورسال پیکچرز |
| ۲۰۱۲ | جنگوی زنجیرگسسته        | سونی پیکچرز      |
| ۲۰۱۵ | هشت نفرت‌انگیز           | واینستین کمپانی  |
| ۲۰۱۹ | روزی روزگاری در هالیوود | سونی پیکچرز      |

## همکاران
| بازیگر             | سگ‌های انباری | داستان عامه‌پسند | جکی براون | بیل را بکش | ضد مرگ | حرامزاده‌های لعنتی | جانگوی آزاد شده | هشت نفرت‌انگیز | روزی روزگاری در هالیوود |
| ------------------ | ------------ | --------------- | --------- | ---------- | ------ | ----------------- | --------------- | ------------- | ----------------------- |
| مایکل باکال        |              |                 |           |            | N      | N                 |                 |               |                         |
| استیو بوشمی        | N            | N               |           |            |        |                   |                 |               |                         |
| کرت راسل           |              |                 |           |            | N      |                   |                 | N             | N                       |
| جولی دریفوس        |              |                 |           | N          |        | N                 |                 |               |                         |
| ساموئل ال. جکسون   |              | N               | N         | N          |        |                   | N               | N             |                         |
| الی راث            |              |                 |           |            | N      | N                 |                 |               |                         |
| لیندا کی           | N            | N               |           |            |        |                   |                 |               |                         |
| هاروی کایتل        | N            | N               |           |            |        |                   |                 |               |                         |
| هلن کیم            |              |                 |           | N          | N      |                   |                 |               |                         |
| مایکل مدسن         | N            |                 |           | N          |        | N                 |                 | N             | N                       |
| جیمز پارکس         |              |                 |           | N          | N      |                   |                 |               |                         |
| مایکل پارکس        |              |                 |           | N          | N      |                   |                 |               |                         |
| تیم راث            | N            | N               |           |            |        |                   |                 | N             | N                       |
| اوما تورمن         |              | N               |           | N          |        |                   |                 |               |                         |
| بو سونسون          |              |                 |           | N          |        | N                 |                 |               |                         |
| کریستف والتس       |              |                 |           |            |        | N                 | N               |               |                         |
| برد پیت            |              |                 |           |            |        | N                 |                 |               | N                       |
| لئوناردو دی کاپریو |              |                 |           |            |        |                   | N               |               | N                       |

## جوایز
| سال  | جشنواره                                       | در مقام                                  | برای فیلم         | نتیجه    |
| ---- | --------------------------------------------- | ---------------------------------------- | ----------------- | -------- |
| ۱۹۹۲ | جشنواره فیلم ساندنس                           | جایزهٔ بزرگ هیئت داوران برای فیلم‌های درام | سگ‌های انباری      | نامزدشده |
| ۱۹۹۲ | جایزه ایندیپندنت اسپیریت                      | بهترین کارگردان                          | سگ‌های انباری      | نامزدشده |
| ۱۹۹۴ | جایزه ایندیپندنت اسپیریت                      | بهترین کارگردان                          | داستان عامه‌پسند   | برنده    |
| ۱۹۹۴ | جشنواره بین‌المللی فیلم کن                     | نخل طلا                                  | داستان عامه‌پسند   | برنده    |
| ۱۹۹۵ | جایزه اسکار                                   | جایزه اسکار بهترین کارگردانی             | داستان عامه‌پسند   | نامزدشده |
| ۱۹۹۵ | جایزه اسکار                                   | بهترین نمایش‌نامه اصلی                    | داستان عامه‌پسند   | برنده    |
| ۱۹۹۵ | بفتا                                          | بهترین کارگردانی                         | داستان عامه‌پسند   | نامزدشده |
| ۱۹۹۵ | بفتا                                          | بهترین نمایش‌نامه اصلی                    | داستان عامه‌پسند   | برنده    |
| ۱۹۹۵ | جایزه گلدن گلوب                               | بهترین نمایش‌نامه                         | داستان عامه‌پسند   | برنده    |
| ۱۹۹۵ | جایزه گلدن گلوب                               | جایزه گلدن گلوب بهترین کارگردانی         | داستان عامه‌پسند   | نامزدشده |
| ۲۰۰۴ | جایزه ساترن                                   | بهترین کارگردان                          | بیل را بکش ۱      | نامزدشده |
| ۲۰۰۴ | جایزه ساترن                                   | بهترین نویسندگی                          | بیل را بکش ۱      | نامزدشده |
| ۲۰۰۴ | جایزه ستلایت                                  | بهترین نمایش‌نامه اصلی                    | بیل را بکش ۱      | نامزدشده |
| ۲۰۰۵ | جایزه ساترن                                   | بهترین کارگردانی                         | بیل را بکش ۲      | نامزدشده |
| ۲۰۰۵ | جایزه ساترن                                   | بهترین نویسندگی                          | بیل را بکش ۲      | نامزدشده |
| ۲۰۰۷ | جشنواره بین‌المللی فیلم کن                     | نخل طلا                                  | ضد مرگ            | نامزدشده |
| ۲۰۰۹ | جشنواره بین‌المللی فیلم کن                     | نخل طلا                                  | حرامزاده‌های لعنتی | نامزدشده |
| ۲۰۱۰ | هشتاد و دومین دوره جوایز اسکار                | جایزه اسکار بهترین کارگردانی             | حرامزاده‌های لعنتی | نامزدشده |
| ۲۰۱۰ | هشتاد و دومین دوره جوایز اسکار                | جایزه اسکار بهترین نمایش‌نامه اصلی        | حرامزاده‌های لعنتی | نامزدشده |
| ۲۰۱۰ | شصت و سومین دوره جوایز بفتا                   | بهترین کارگردان                          | حرامزاده‌های لعنتی | نامزدشده |
| ۲۰۱۰ | شصت و سومین دوره جوایز بفتا                   | بهترین نمایش‌نامه اصلی                    | حرامزاده‌های لعنتی | نامزدشده |
| ۲۰۱۰ | پانزدهمین جوایز سالانه منتقدین سینمایی        | بهترین نمایش‌نامه اصلی                    | حرامزاده‌های لعنتی | برنده    |
| ۲۰۱۰ | پانزدهمین جوایز سالانه منتقدین سینمایی        | بهترین کارگردان                          | حرامزاده‌های لعنتی | نامزدشده |
| ۲۰۱۰ | شصت و هفتمین مراسم گلدن گلوب                  | بهترین نمایش‌نامه                         | حرامزاده‌های لعنتی | نامزدشده |
| ۲۰۱۰ | شصت و هفتمین مراسم گلدن گلوب                  | جایزه گلدن گلوب بهترین کارگردانی         | حرامزاده‌های لعنتی | نامزدشده |
| ۲۰۱۲ | جشنواره فیلم هالیوود                          | نمایش‌نامه سال                            | جَنگوی از بند رسته | برنده    |
| ۲۰۱۲ | جامعه انجمن منتقدان فیلم سان دیگو             | بهترین نمایش‌نامه اصلی                    | جَنگوی از بند رسته | نامزدشده |
| ۲۰۱۲ | جایزه انجمن منتقدان فیلم منطقه واشینگتن دی‌سی. | بهترین نمایش‌نامه اصلی                    | جَنگوی از بند رسته | نامزدشده |
| ۲۰۱۳ | هشتاد و پنجمین دوره جوایز اسکار               | بهترین نمایش‌نامه اصلی                    | جَنگوی از بند رسته | برنده    |
| ۲۰۱۳ | جایزه بفتا                                    | بهترین نمایش‌نامه اصلی                    | جَنگوی از بند رسته | برنده    |
| ۲۰۱۳ | جایزه بفتا                                    | بهترین کارگردانی                         | جَنگوی از بند رسته | نامزدشده |
| ۲۰۱۳ | جایزه انجمن منتقدان پخش‌کننده فیلم             | بهترین نمایش‌نامه اصلی                    | جَنگوی از بند رسته | برنده    |
| ۲۰۱۳ | هفتادمین مراسم گلدن گلوب                      | بهترین نمایش‌نامه                         | جَنگوی از بند رسته | برنده    |
| ۲۰۱۳ | هفتادمین مراسم گلدن گلوب                      | جایزه گلدن گلوب بهترین کارگردانی         | جَنگوی از بند رسته | نامزدشده |